# Алтенкирхен (Риген)
Алтенкирхен (њем. Altenkirchen) општина је у њемачкој савезној држави Мекленбург-Западна Померанија. Једно је од 42 општинска средишта округа Риген. Према процјени из 2010. у општини је живјело 1.023 становника. Посједује регионалну шифру (AGS) 13061002.

## Географија
Алтенкирхен се налази у савезној држави Мекленбург-Западна Померанија у округу Риген. Општина се налази на надморској висини од 20 метара. Површина општине износи 22,4 km².

## Становништво
У самом мјесту је, према процјени из 2010. године, живјело 1.023 становника. Просјечна густина становништва износи 46 становника/km².